# Rankoshi
Rankoshi (jap. 蘭越町 Rankoshi-chō) – miasto w Japonii, w prefekturze Hokkaido, w podprefekturze Shiribeshi. Według danych na rok 2020 miejscowość zamieszkiwało 4 568 mieszkańców , a gęstość zaludnienia wyniosła 10,2 os./km².

## Galeria

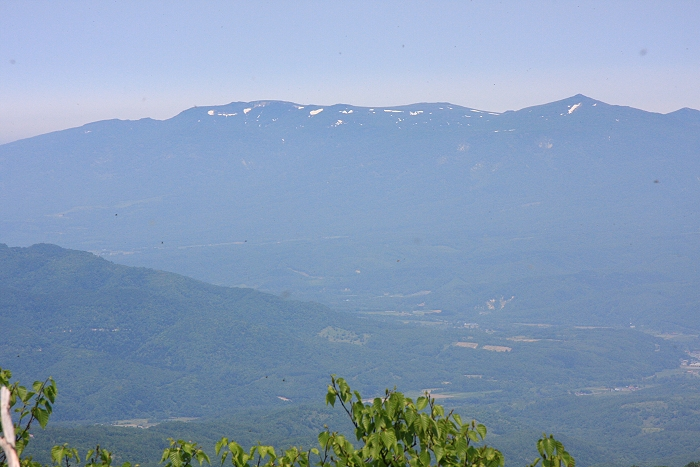
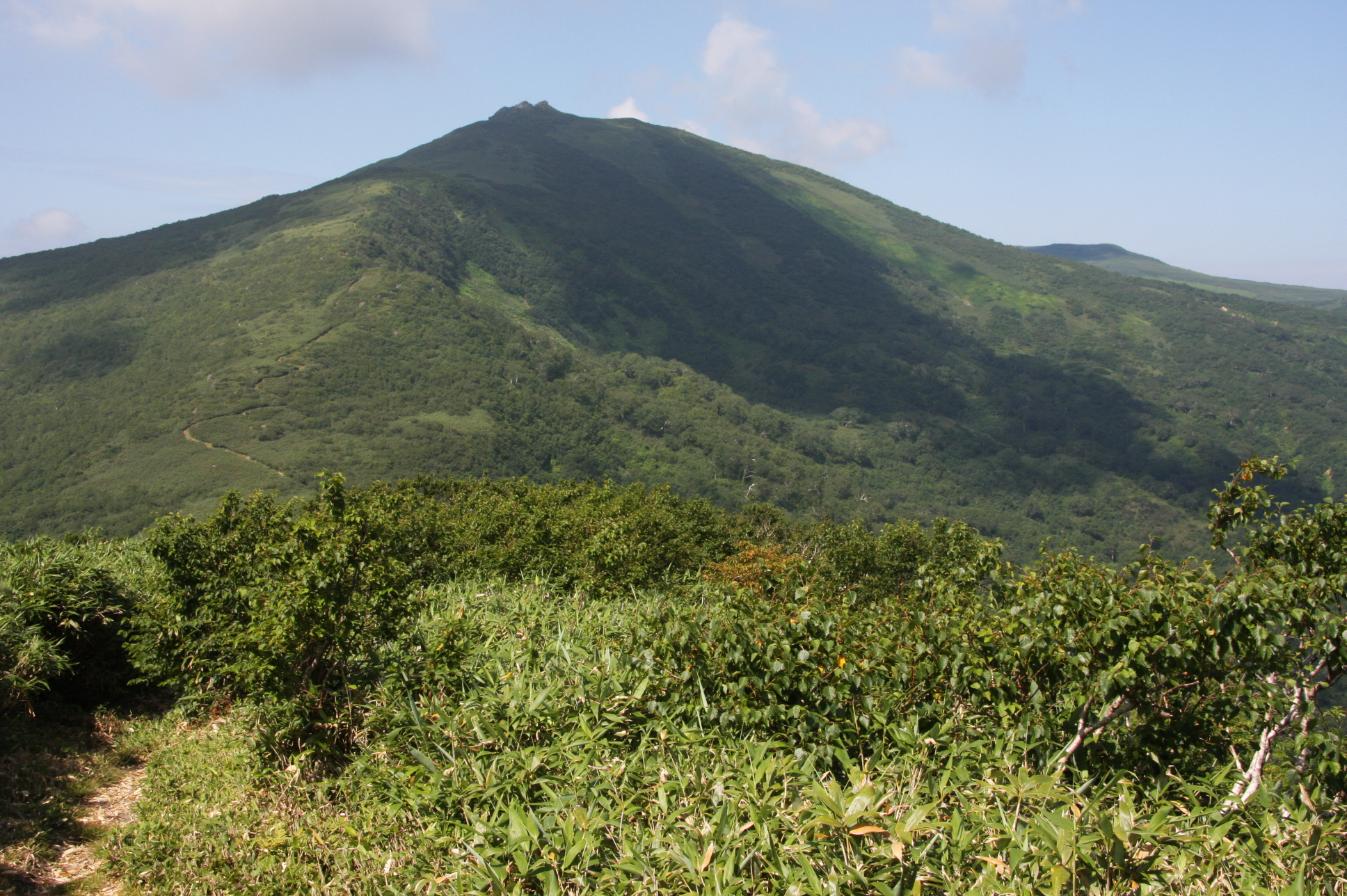
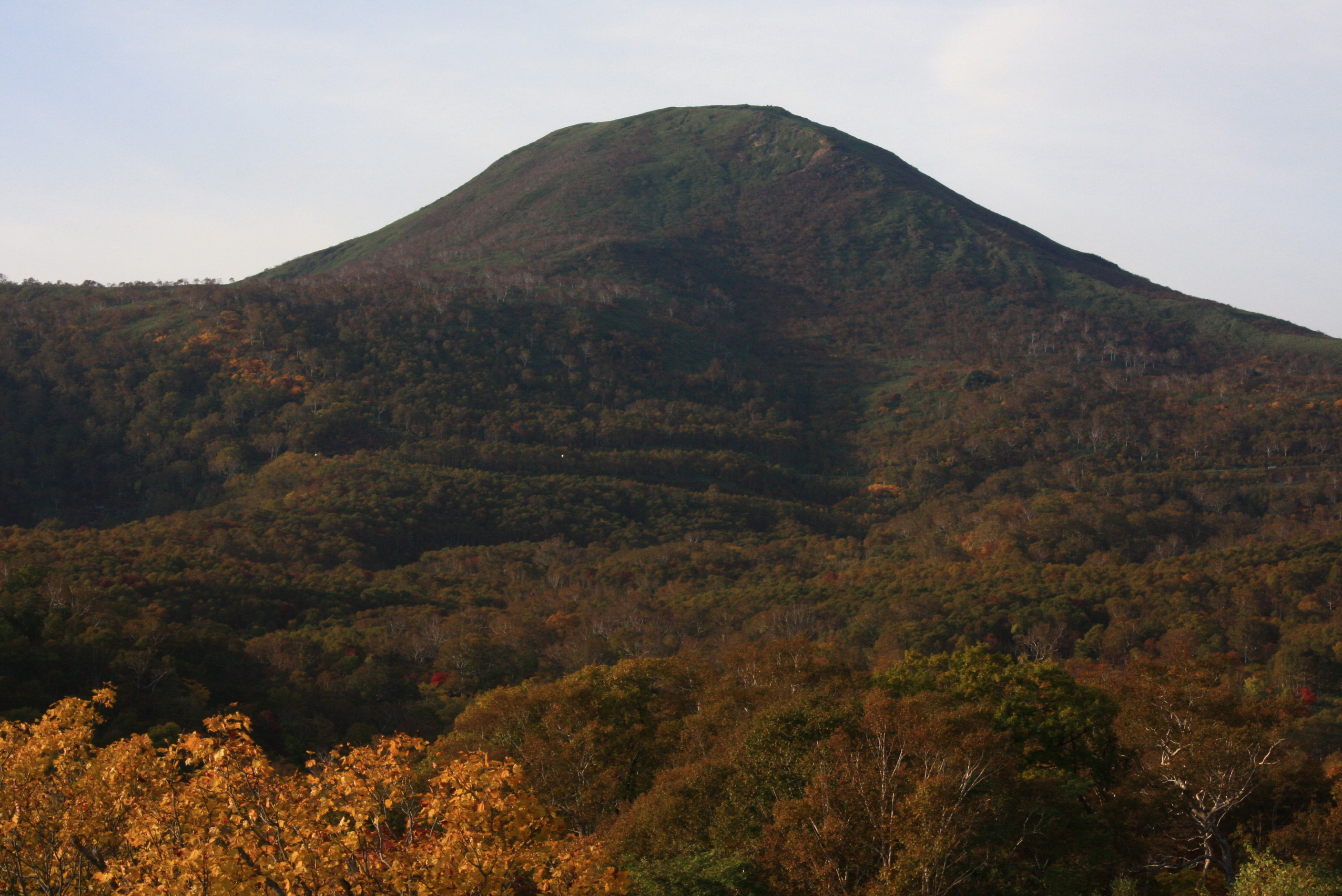
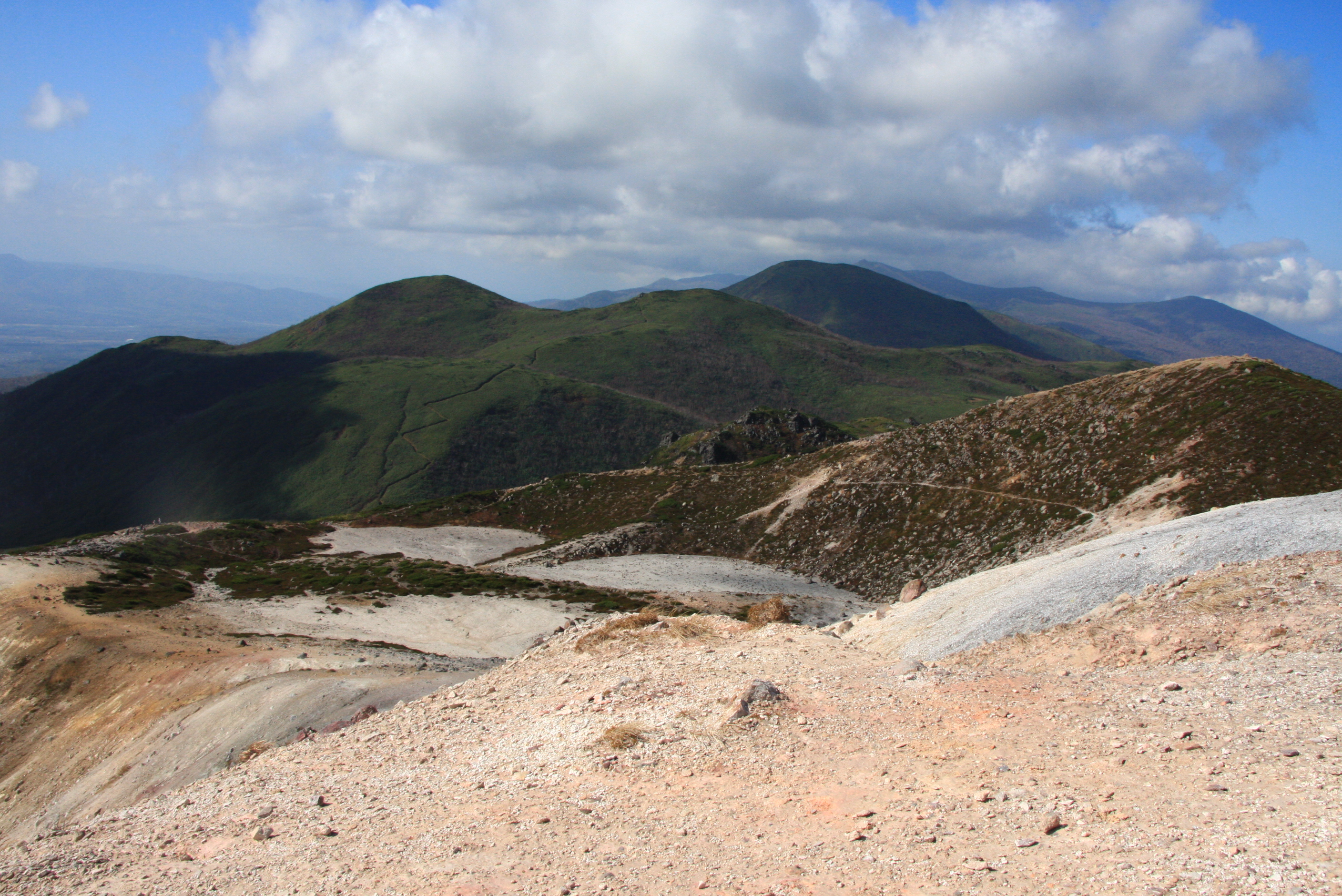
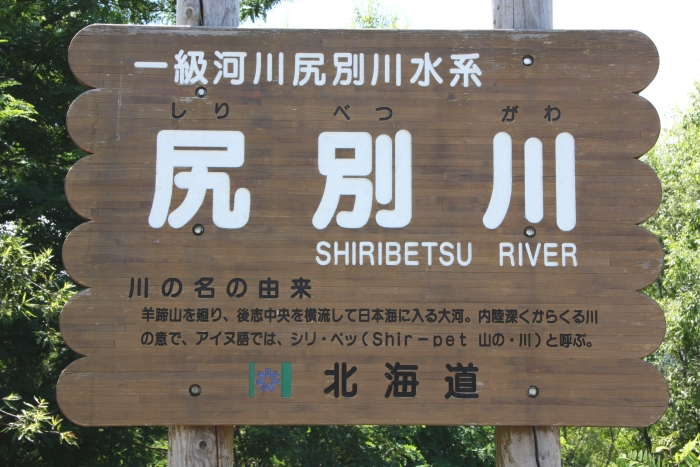
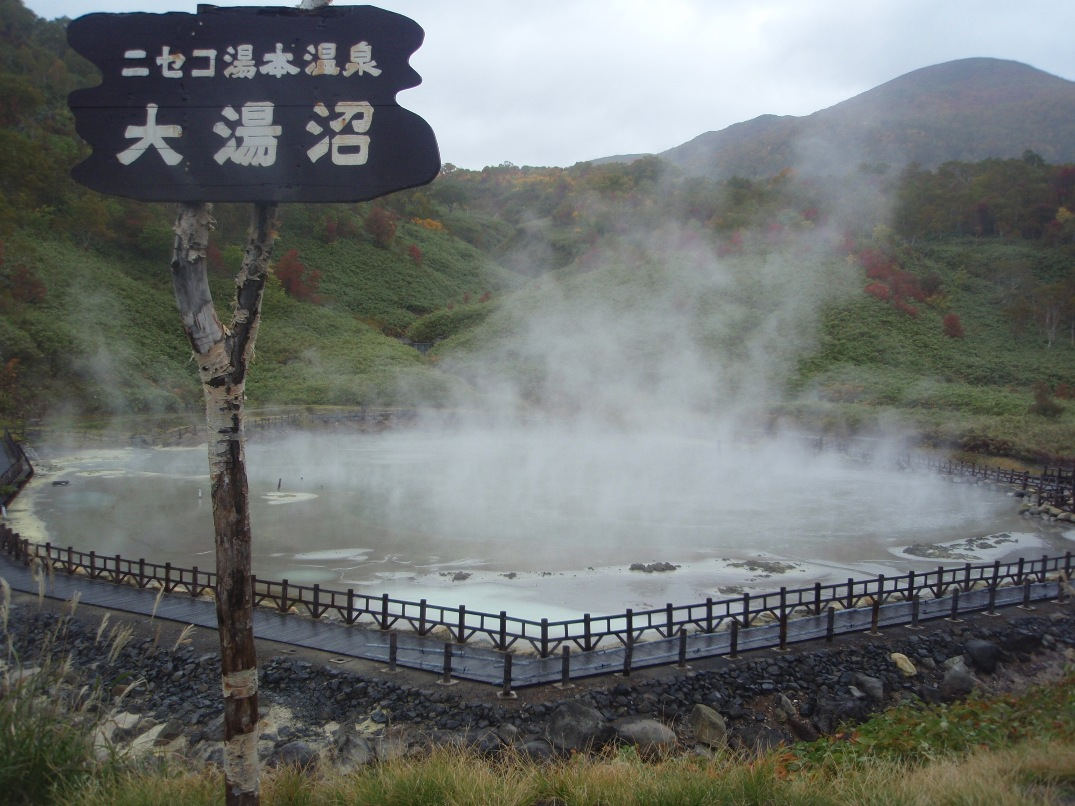
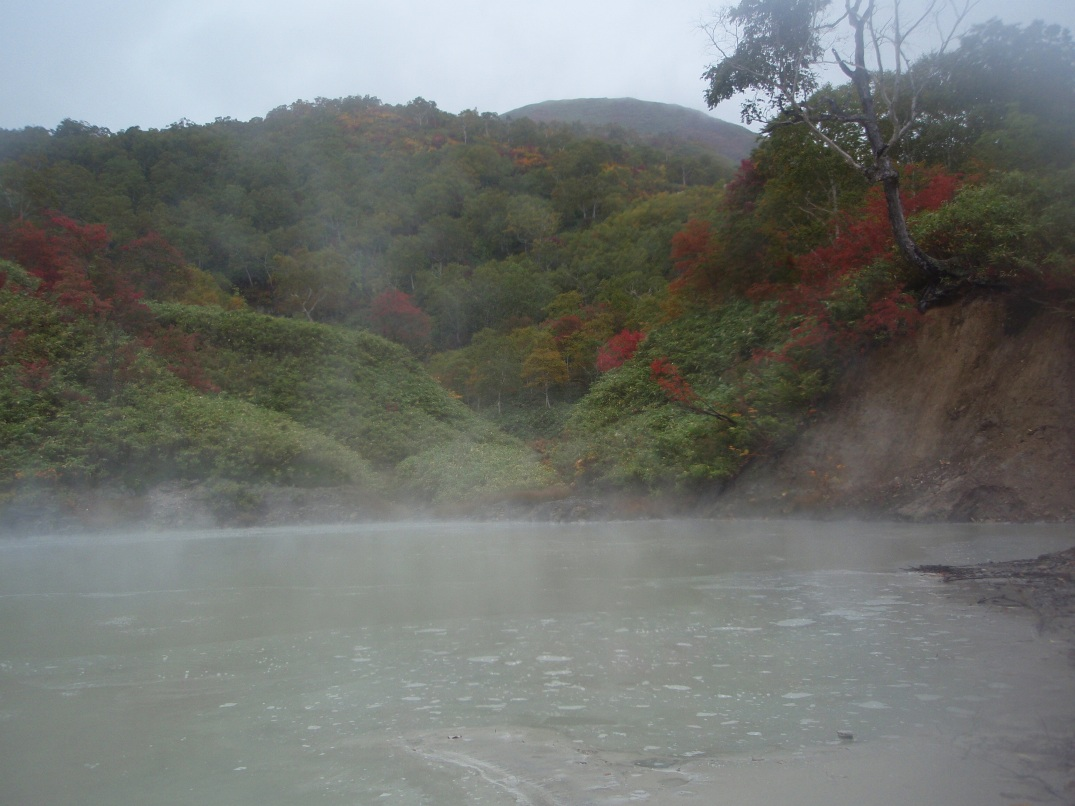